# Leptosia medusa
Leptosia medusa é uma borboleta da família Pieridae. Ela é encontrada na Guiné-Bissau, Guiné, Serra Leoa, Libéria, Costa do Marfim, Gana, Togo e oeste da Nigéria. O habitat natural é constituído por florestas.